# Geminago
Geminago är ett släkte av svampar. Geminago ingår i familjen Geminaginaceae, ordningen Ustilaginales, klassen Ustilaginomycetes, divisionen basidiesvampar och riket svampar.
| Geminago | \| \| Geminago nonveilleri \| \| \| \| |
|          | \| \| Geminago nonveilleri \| \| \| \| |
|          | Geminago nonveilleri                   |
|          |                                        |

|  | Geminago nonveilleri |
|  |                      |